# هوارد ريد (عالم إنسان)
هوارد ريد (بالإنجليزية: Howard Reid)‏ هو عالم إنسان بريطاني، ولد في 1951.